# المعهد العربي للتخطيط
المعهد العربي للتخطيط (بالإنجليزية: Arab Planning Institute)‏ مؤسسة عربية إقليمية مستقلة غير ربحية، مقرها دولة الكويت، تأسست عام 1980، وتهدف إلى دعم التنمية الاقتصادية والاجتماعية في الدول العربية من خلال بناء القدرات المحلية وإعداد البحوث وتقديم الخدمات الاستشارية والدعم المؤسسي وعقد اللقاءات التنموية والنشر، وفي مجال ريادة الأعمال والمعلوماتية. ويسعى المعهد إلى تطوير القدرات البشرية وتعزيز الأداء المؤسسي وتحسين أداء التخطيط الإنمائي في الدول العربية من خلال تقديم الخدمات والبرامج ذات الطابع الإنمائي التي تتناسب مع التطورات والتحديات التي يشهدها العمل الإنمائي العربي. كما يعمل المعهد كبيت خبرة عربي في مجالات اختصاصاته لتلبية احتياجات الدول العربية من الخدمات الانمائية.

## أهداف المعهد
- دعم جهود التنمية العربية وإعداد خطط التنمية الاقتصادية والاجتماعية.
- مساعدة صناع القرار في الدول العربية على صياغة استراتيجيات تنموية عامة وقطاعية تهدف إلى إيجاد حلول مبتكرة للتحديات التنموية.
- الارتقاء بمستوى الكوادر البشرية الوطنية في الدول العربية من خلال اكسابهم مهارات متخصصة تسهم في تنمية قدراتهم في إدارة التنمية والتخطيط.
- توفير الخبرات العلمية والعملية التي تساعد الدول العربية على مواكبة وتفهم آخر التطورات في مجالات التخطيط، والتنمية، والسياسات الاقتصادية، والاجتماعية.
- تيسير عمليات البحث والتحليل الاقتصادي وتحليل المعلومات لصناعي القرار والباحثين العرب للاستنارة لها في ترشيد قراراتهم والارتقاء بنوعية البحوث والدراسات في مجالات التنمية، والسياسات الاقتصادية، والاجتماعية، والتخطيط.
- نشر المعرفة والتوعية بالقضايا ذات صلة بالتنمية في الدول العربية، وتوفير قواعد البيانات والمعلومات في مختلف المجالات الاقتصادية والاجتماعية.

## أبرز الأنشطة والإصدارات
- قاعدة بيانات الخبراء العرب.
- المكتبة الرقمية.
- مجلة التنمية والسياسات الاقتصادية.
- سلسلة دراسات تنموية
- سلسلة أوراق عمل
- تقرير التنافسية العربية
- تقرير التنمية العربية
- إصدارات جسر التنمية
- قواعد المعلومات البحثية [4][5]

## الدول الأعضاء
1. المملكة الأردنية الهاشمية
2. دولة الإمارات العربية المتحدة
3. مملكة البحرين
4. الجمهورية التونسية
5. جمهورية جيبوتي
6. جمهورية السودان
7. الجمهورية العربية السورية
8. جمهورية الصومال الفيدرالية
9. جمهورية العراق
10. سلطنة عُمان
11. دولة فلسطين
12. دولة قطر
13. جمهورية القمر المتحدة
14. دولة الكويت
15. الجمهورية اللبنانية
16. دولة ليبيا
17. جمهورية مصر العربية
18. المملكة المغربية
19. الجمهورية الإسلامية الموريتانية
20. الجمهورية اليمنية [6]

## وصلات خارجية
موقع المعهد العربي للتخطيط